# Mariánské sousoší (Kladno)
Mariánské sousoší na kladenském náměstí starosty Pavla je barokní památka – dílo sochaře Karla Josefa Hiernla a Kiliána Ignáce Dientzehofera, která vzniklo nákladem břevnovského a broumovského opata Benno Löbla; řadí se mezi umělecky nejvýznamnější sousoší pozdního baroku v Čechách. 
Společně s kaplí sv. Floriána (1751), stavbou benediktinské rezidence s opatskou kaplí sv. Vavřince (1741) vytváří soubor kladenského baroku, které bylo prezentováno v rámci oslav Tisíce let benediktinského kláštera v Břevnově.

## Základní kámen

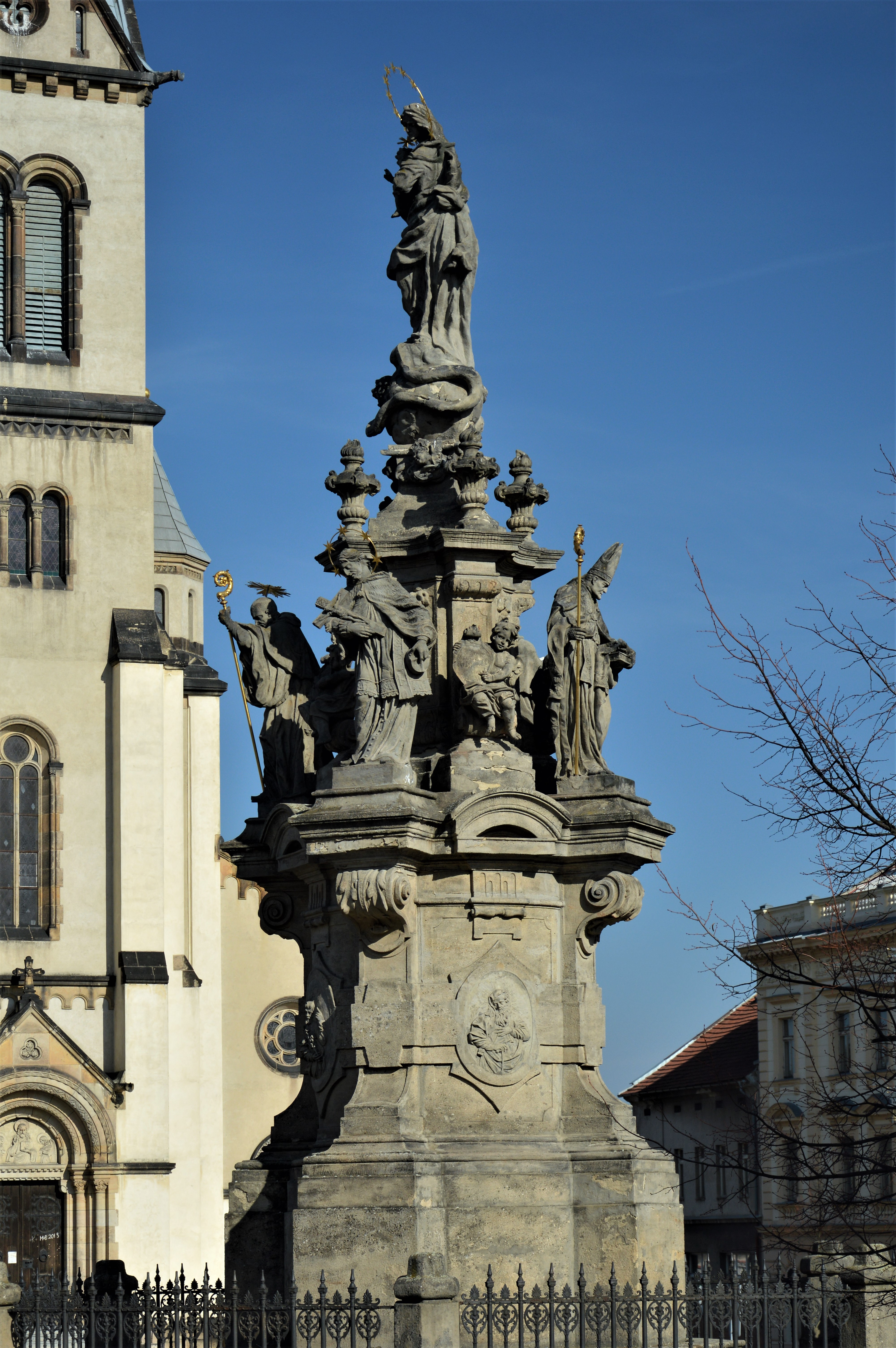
Mariánské sousoší, Kilián Ignác Dientzenhofer, Karel Josef Hiernle, 1741

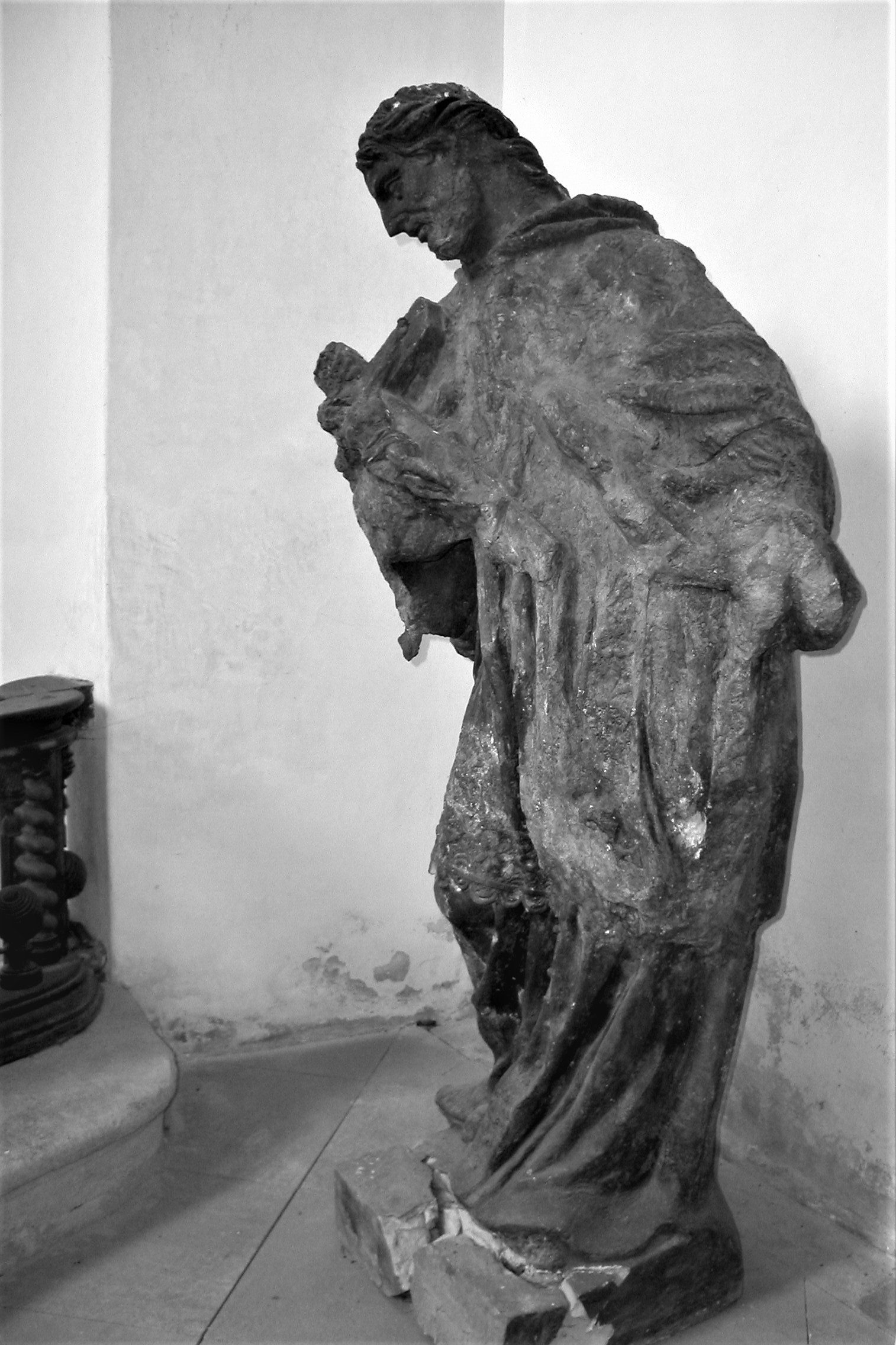
Originál Hiernlovy sochy sv. Jana Nepomuckého po sejmutí ze sousoší (později nahrazen faksmilií – výduskem)

Původně se na místě mariánského sousoší nacházel rybníček a uprostřed něho na kamenném sloupu – poněkud nedůstojně –  sv. Jan Nepomucký. Břevnovský opat Benno Löbl O.S.B. se rozhodl pořídit do středu náměstí sochu zasvěcenou Panně Marii a svatým, a to včetně sv. Jana Nepomuckého. Položení základního kamene je zaznamenáno v městské pamětní knize takto …Léta P. 1741 dne 22. julii na den svaté Maří Magdaleny založen jest gruntovní kámen pro statui na rynku, kterýžto kámen založen jest od vysoce důstojného pána P. Bennona Löbla, břevnovského opata, při kterémžto založení on sám milostpán procesí z velkého chrámu Páně vedl s mnohými velebnými pány duchovními při zvučném slyšení polních trub a bubnů. Kterýžto gruntovní kámen u přítomnosti urozeného pana Kyliana Dincenhofra baumistra královského města pražského a té statue baumistra v prostředku položen jest.

## Od modelleta k realizaci
Stavbě sousoší předcházel podle tehdejších zvyklostí souhlas opata s ukázkovým modelem (vysoký 60 cm, objevil se i na mnoha přehlídkách českého baroku v zahraničí), který vznikl patrně v roce 1739, nebo na jaře 1740. Architekturu navrhl Kilián Ignác Dientzenhofer a sochařské práce provedl Karel Josef Hiernle.
Z účetní dokumentace je zřejmé, že Kilián Ignác Dientzenhofer garantoval zhotovení tříetážového architektonicky rozvinutého soklu ze žehrováku, kamenické prvky zadal Johannu Baumgartnerovi ze Starého Města pražského. Karel Josef Hiernle zahájil práce již v červenci 1740 a vytvořil z měkčího, ale také méně odolného pískovce, vrcholovou sochu Panny Marie, čtyři figury světců, čtyři andílky s kartušemi a také čtyři reliéfy pro soklovou část.

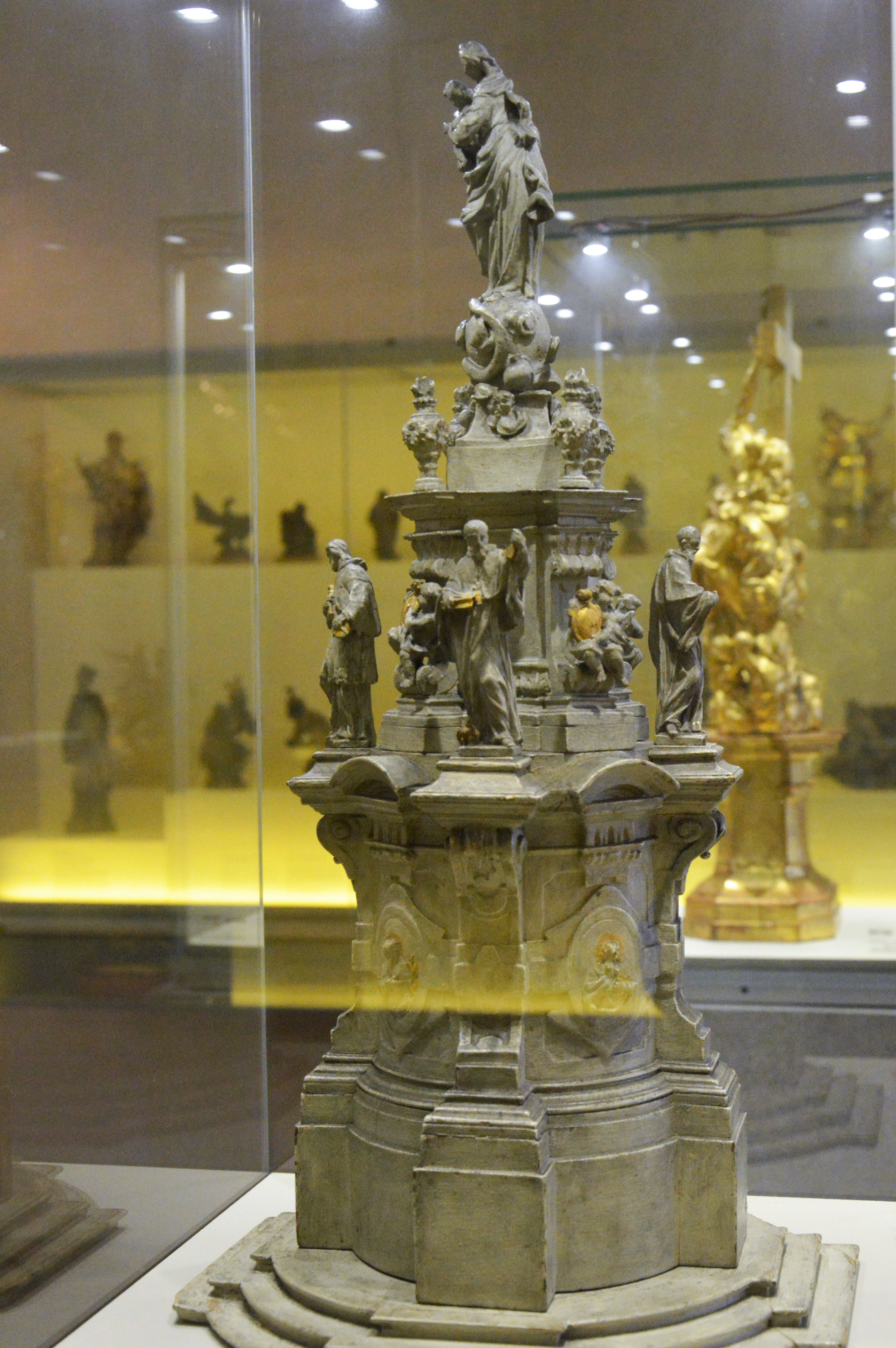
Modelleto kladenského sousoší, Kilián Ignác Dientzenhofer, Karel Josef Hiernle, v bývalé expozici Národní galerie (2017)

Postavení sousoší však stále překážel pranýř, symbol městského práva, který se podařilo po dohodě s představiteli městečka přenést jinam až v červenci 1741, 22. července konečně proběhlo žehnání základního kamene. Jak nápisová kartuše jednoho z andělů, tak příležitostný grafický list nese chronogram s vročením 1740, kdy asi mělo být toto dílo vztyčeno. Ale teprve po odstranění pranýře mohl kameník Johann Baumgartner, jeho polír a tovaryš Kastka zahájit kompletaci sousoší z již hotových dílů. Finále se neobešlo bez zedníků, lešení obstarávali tesaři a bylo nutné proplatit i další náklady za lámání a dovoz kamene z některého z lomů u Kamenných Žehrovic.
Podle tradice se cena za sousoší rovnala letopočtu jeho vzniku, tzn. cca 1740 zl.; hrubý propočet nákladů naznačuje, že to opravdu téměř odpovídá.

## Oslava benediktinského řádu
Pro spodní partie soklu dodal Hiernle čtyři hluboké reliéfy – k radnici pohlíží sv. Anna (matka Panny Marie, s knihou v ruce), na jižní straně je sv. Jáchym (manžel sv. Anny, s pastýřskou holí ve tvaru T), dále sv. Josef – Pěstoun Páně (s lilií) a ke kostelu umístili sv. Jana Křtitele (s křížem a nápisovou páskou).
V další etáži defilují benediktinští světci, které doplňuje sv. Jan Nepomucký, ten se nachází na jihozápadním nároží (jedná se o kopii, torzální originál najdeme v budově kladenské radnice), následuje socha zakladatele benediktinského řádu sv. Benedikta (s havranem s kouskem chleba u nohou, symbol jedné z epizod jeho života), směrem k radnici stojí sv. Prokop (s křížem, knihou řehole a opatskou berlou) a nakonec sv. Benno (benediktin a opatův jmenovec, s atributem ryby na knize). Mezi světci jsou zasazeni andílci, dva se znaky břevnovského a broumovského kláštera a další dva s nápisovými kartušemi.

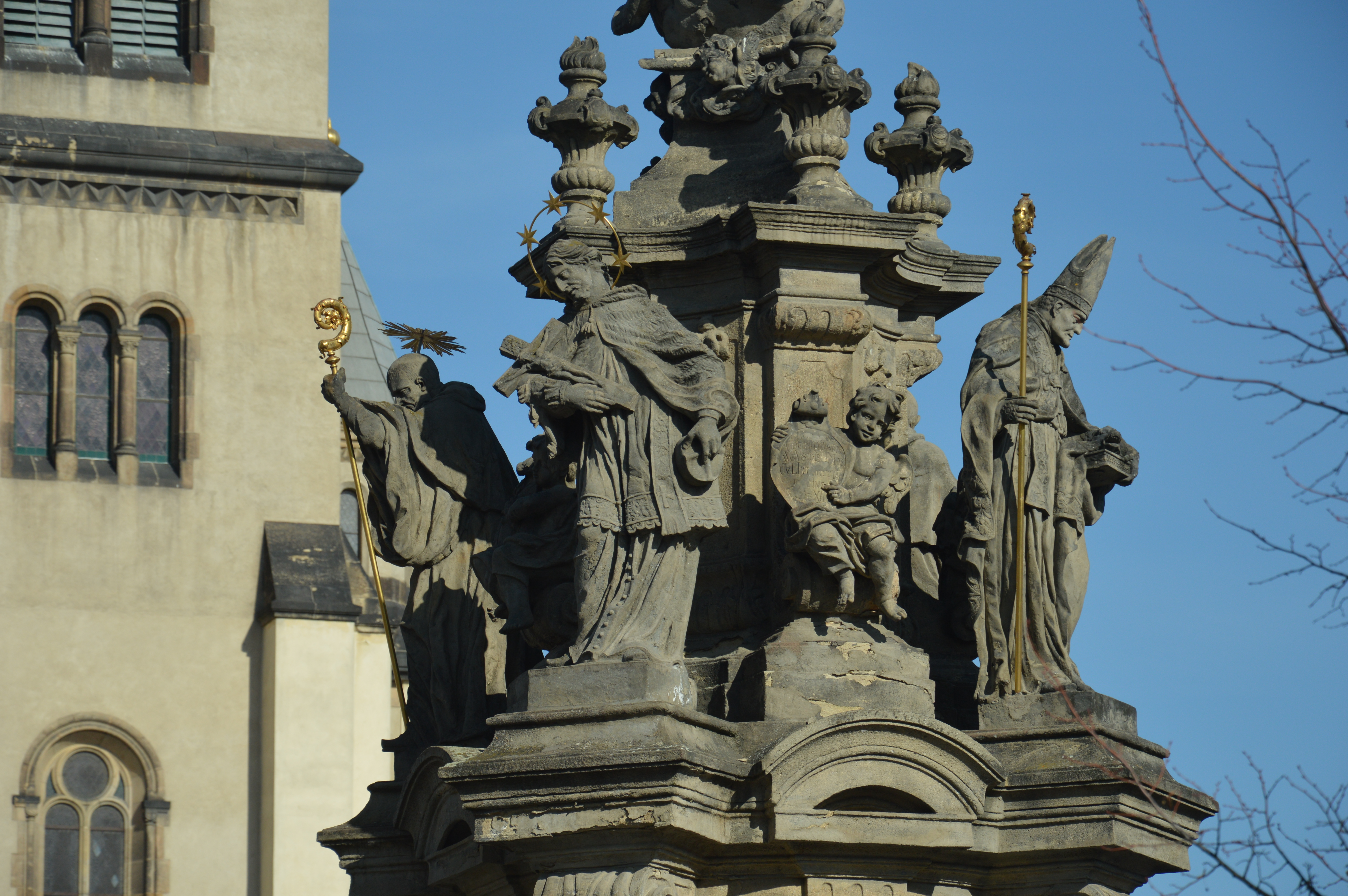
Kladno, Mariánské sousoší, socha sv. Jana Nepomuckého a sv. Benna

Sousoší se významově dělí do tří horizontálních úseků – první reprezentuje Ježíšovu rodinu, a to oválné reliéfy sv. Jáchyma, sv. Josefa, sv. Jana Křtitele a sv. Anny. Druhý nese světce spojené zejména s řádem benediktinů – sv. Benedikta, sv. Prokopa, sv. Bennona – a sv. Jana Nepomuckého (ten zde stával dříve). Statue pak graduje Pannou Marií se sepjatýma rukama a dvanácti hvězdami okolo hlavy (Immaculata). Původně ruka malého Ježíška v náručí Panny Marie – jak je patrné na Birckhardtově grafice – patrně „nežehnala“ Kladnu (takto na jiné drobné Hiernlově řezbě Madony), ale její Syn prodlouženým svislým „břevnem“ křížku potíral hada symbolizujícího dědičný hřích – tradiční zdůraznění úlohy kříže v benediktinském umění.

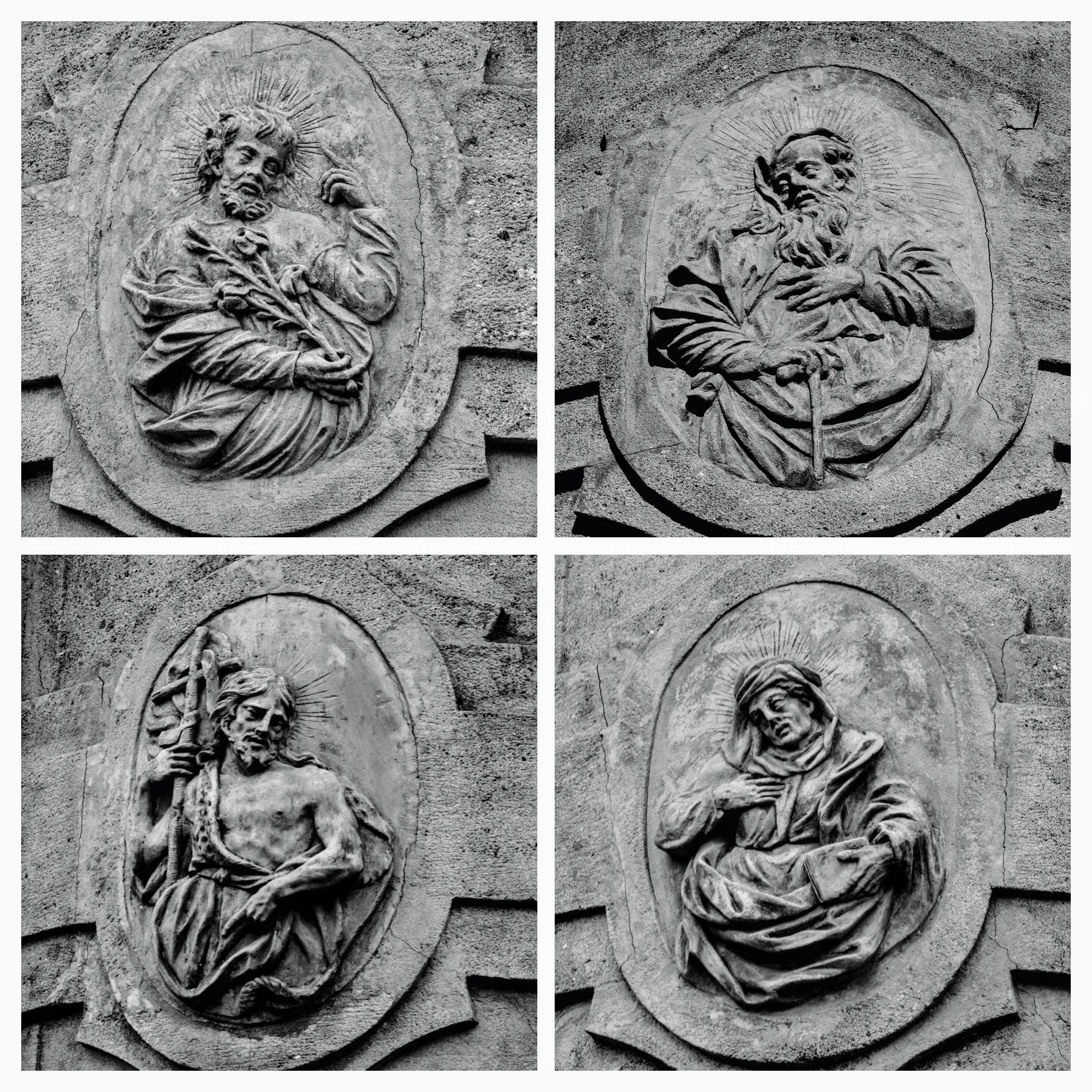
Mariánské sousoší na Kladně, Karel Josef Hiernle, reliéfní výzdoba – sv. Josef, sv. Jáchym, sv. Jan Křtitel a sv. Anna

Z originálního díla se dodnes zachovala in situ jen část, nicméně i přes tuto torzovitost představují Hiernlovy skulptury skutečně vzácný doklad jeho umění z období, kdy je na vrcholu tvůrčích sil. Z původní výzdoby se zde nachází pouze sv. Benedikt a snad sv. Benno, dále patrně dvojice andílků – jeden s nápisovou kartuší s chronogramem // GLorIosae / VIrgInI DeIparae / aVgVstIssIMae / CoeLI terraeqVe / RegInae / ereXIt // (1740), druhý se znakem broumovského kláštera a zmíněnou čtveřici reliéfů. Další sochy vzaly za své při minulých úpravách a byly nahrazeny buď kopií, například andílek s nápisovou kartuší // Benno Abbas / et Conventus / Liberi et Exempti / Monasterii / Břzewnoviensis / Ordinis / S. P. Benedicti // (práce sochaře J. Volfa), nebo faksimiliemi (tzv. výdusky). Nová je i dominantní Panna Maria, která byla nejvíce poškozena povětrnostními vlivy.

## Opravy
Celková obnova proběhla v roce 1873, při které bylo patrně zhotoveno kovové zábradlí. Znovu byla památka opravena krátce po havárii (1979) restaurátory Antonínem Kolářem a Františkem Paškem, kteří některé sochy již tehdy zaměnili za výdusky; poslední restaurování se realizovalo v letech 2001–2002 (Michael Bílek).

## Galerie

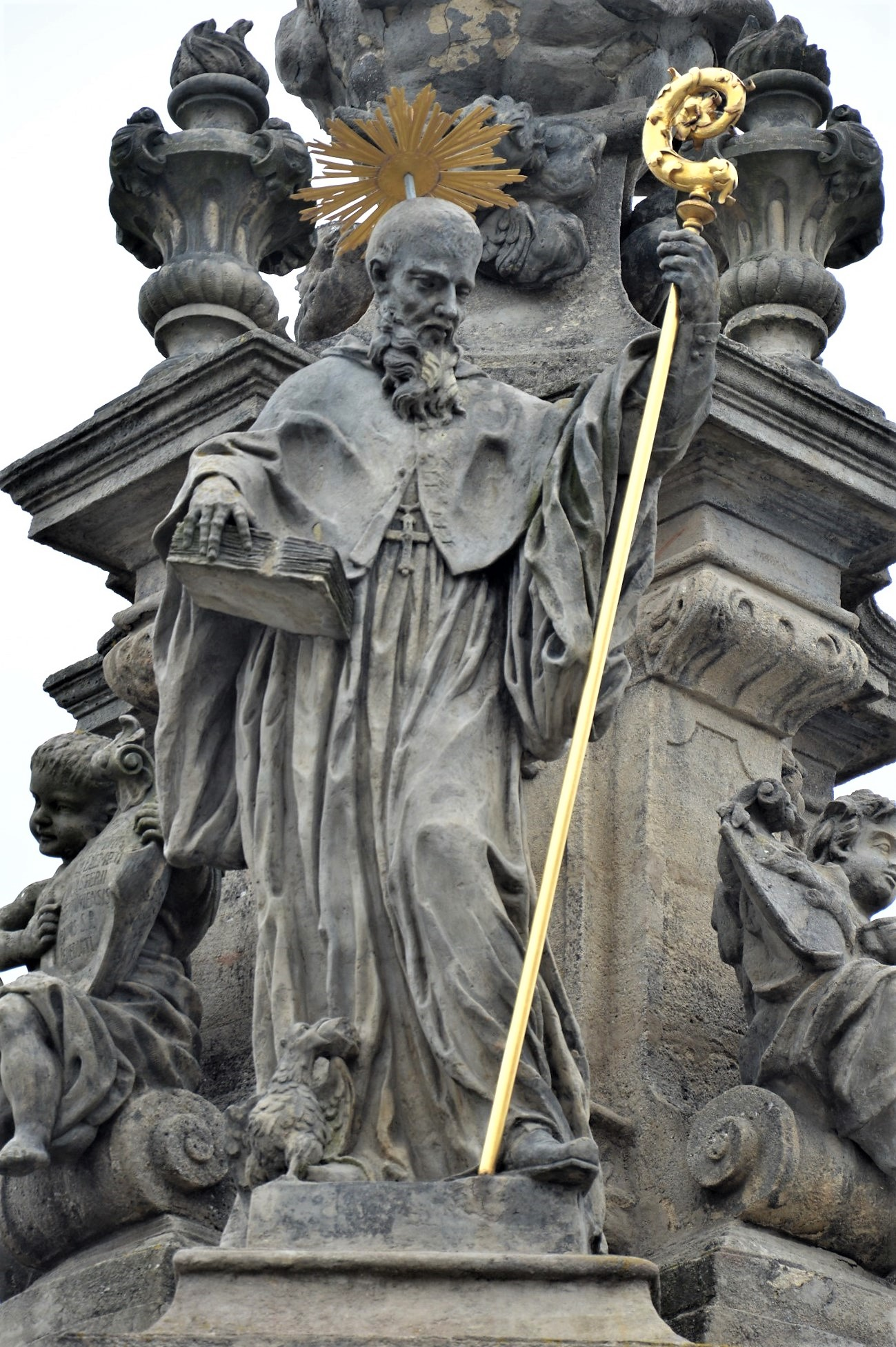
Kladno, mariánské sousoší, Karel Josef Hiernle, socha sv. Benedikta, 1740
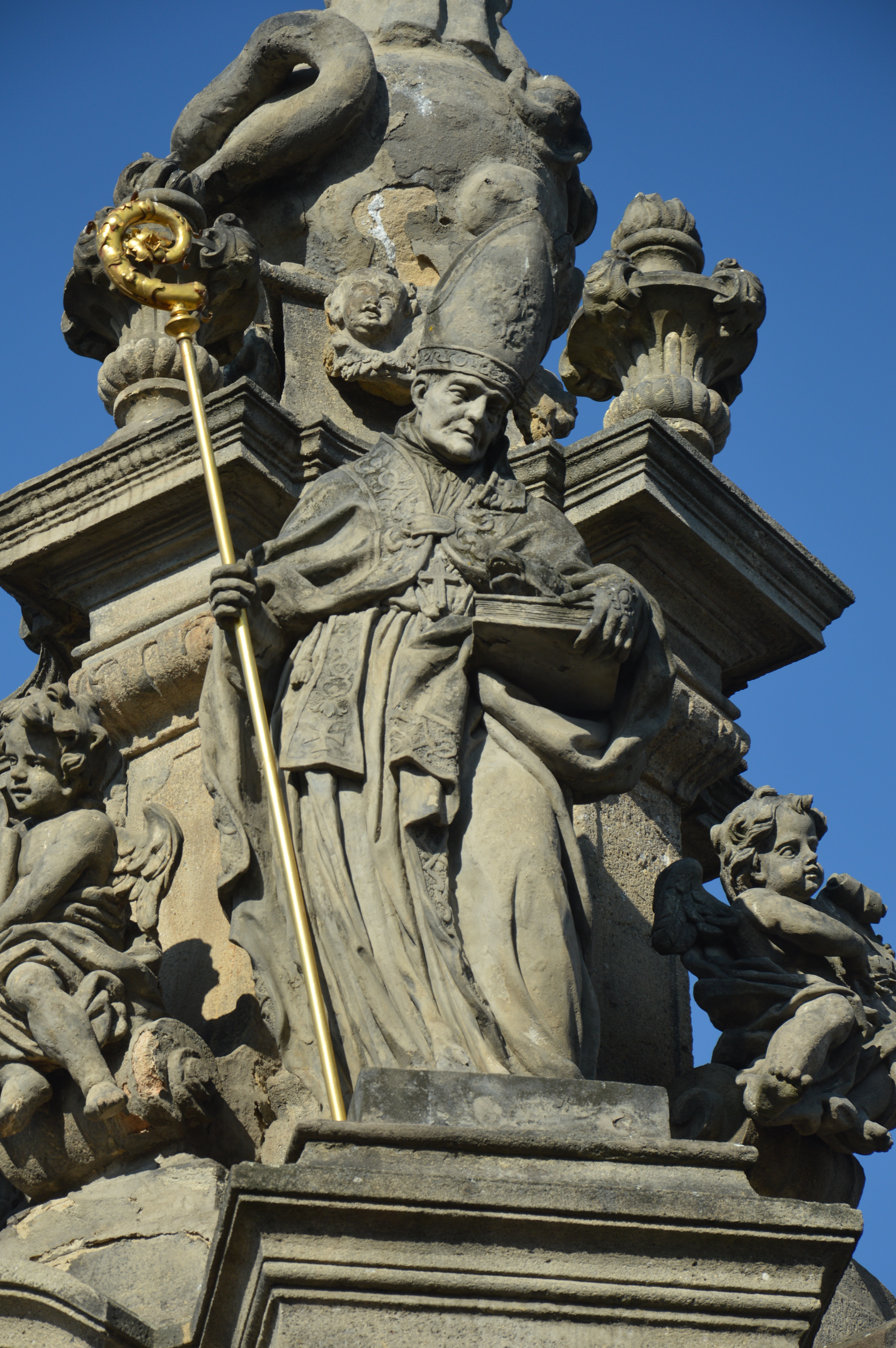
Kladno, mariánské sousoší, Karel Josef Hiernle, socha sv. Benna, 1740
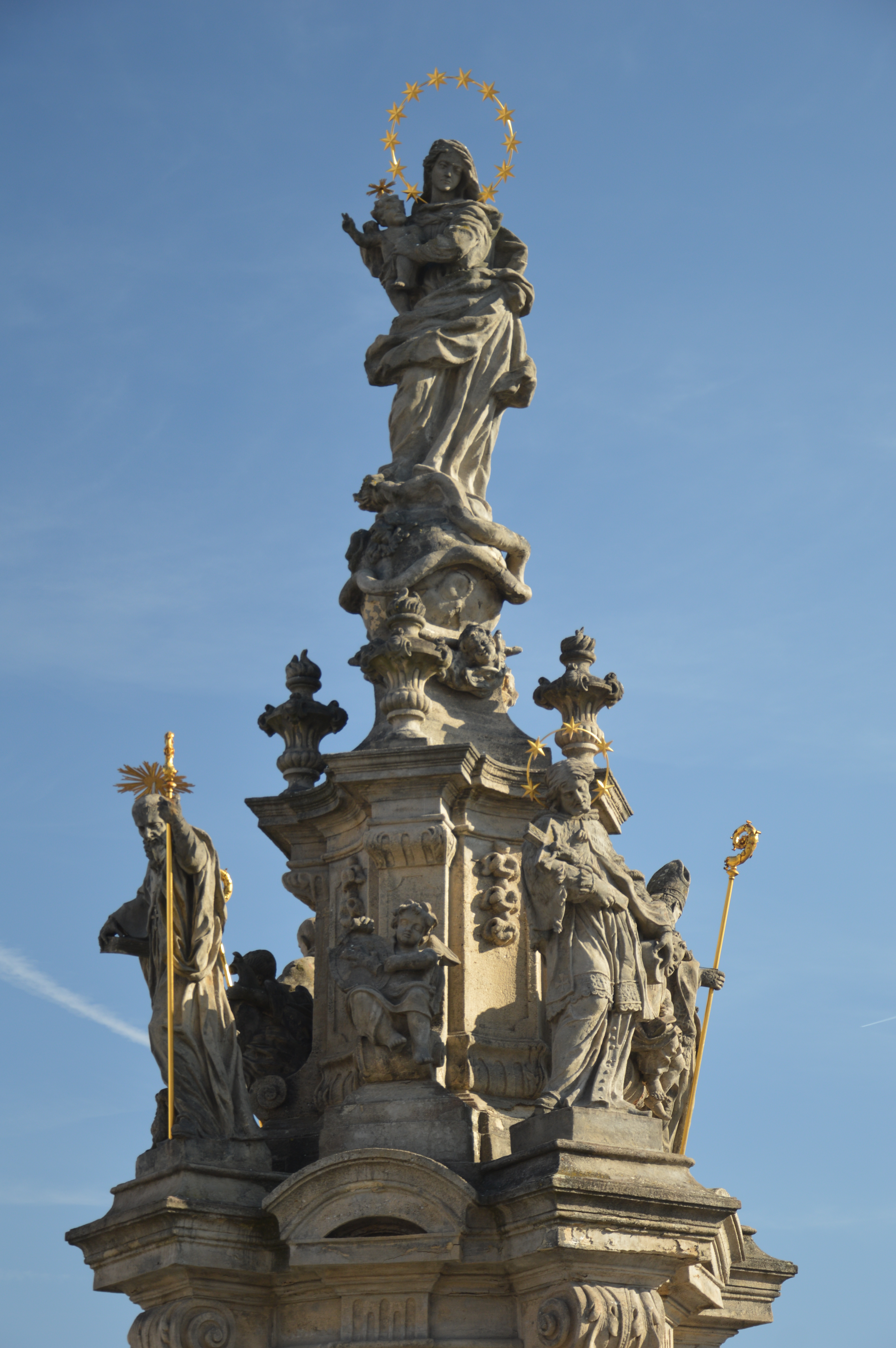
Kladno, mariánské sousoší, Karel Josef Hiernle, socha Panny Marie Immaculaty (kopie)
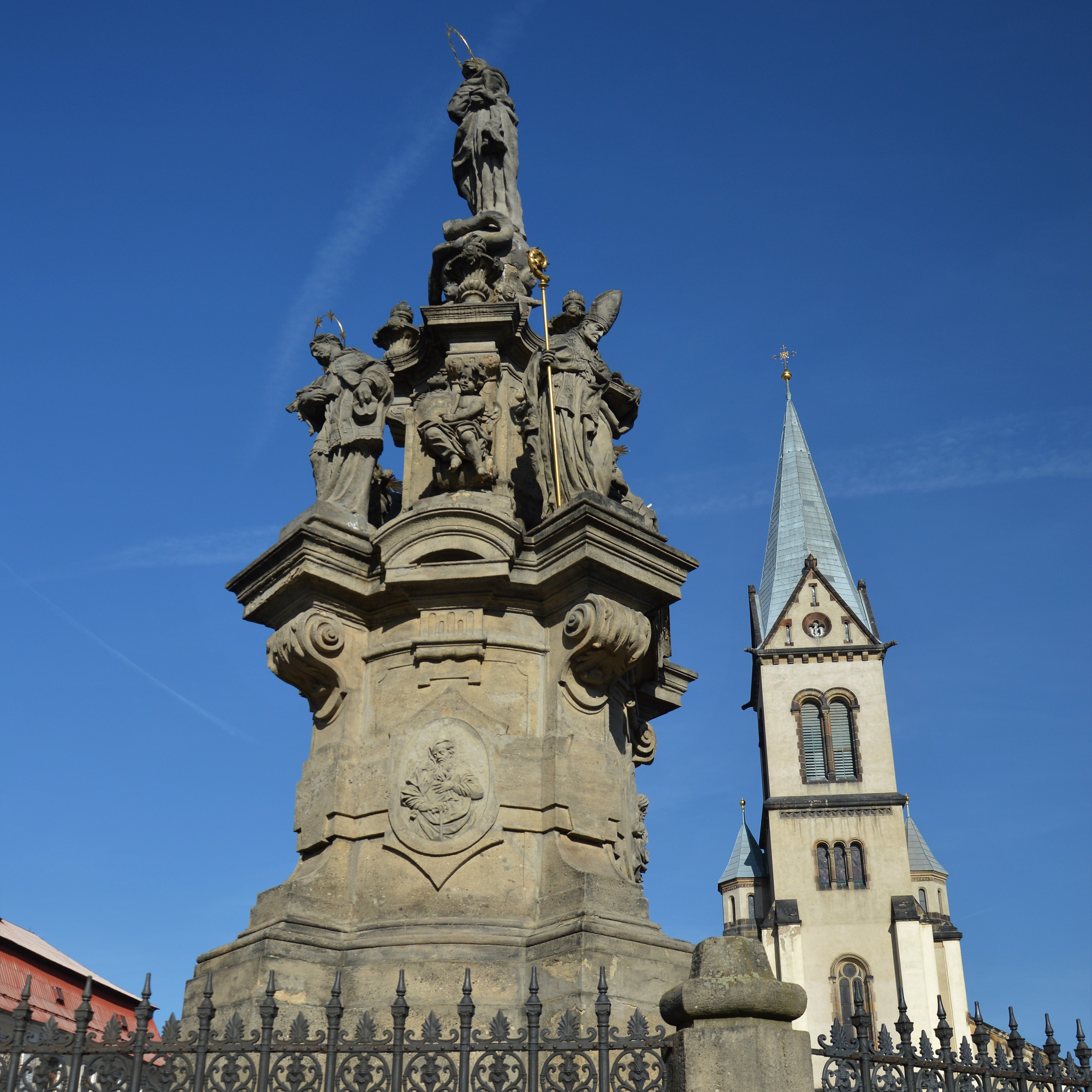
Kladno, mariánské sousoší, sv. Jan Nepomucký a sv. Benno